# 西半球渡航イニシアチブ

西半球渡航イニシアチブのロゴ画像

西半球渡航イニシアチブ（にしはんきゅうとこうイニシアチブ、英語: Western Hemisphere Travel Initiative、略称: WHTI）は、アメリカ大陸内を渡航する際に、以前免除されていた北米の特定の国の国民に対して、米国への入国時にパスポートなどの提示を義務付けたものである。アメリカ同時多発テロ事件を受けて2004年に制定された諜報活動改革およびテロリズム予防法によって義務付けられ、2007年から2009年にかけて段階的に実施された。アメリカ合衆国国土安全保障省によると、その目的は、国境警備を強化し、米国市民および外国人旅行者の米国への入国を容易にすることにある。

## 歴史
南北戦争、第一次世界大戦、そして1941年以降、アメリカへの渡航にはパスポートが必要だった。しかし、北米の特定の国の国民がアメリカ大陸内を旅行する場合は、パスポートの必要性が免除されていた。2007年以前は、キューバを除くアメリカ大陸の他の地域から米国に入国する場合、米国、カナダ、バミューダの国民は、口頭での宣言も含めて、自分の市民権を証明するあらゆる証拠を提示することができた。また、メキシコの国民は、メキシコやカナダから米国に入国する際に国境通過カードを提示することができた。これらの免除措置は、どのような交通手段による旅行にも適用された。
しかし2004年、アメリカ同時多発テロ事件を受けて、諜報活動改革およびテロリズム予防法が制定された。この法律の第7209条で、米国市民、およびこれまでパスポートの提示が免除されていた近隣諸国の国民が米国に入国する際に、パスポートまたは米国国土安全保障省が指定するその他の文書を提示することが義務付けられた。この法律では、この義務の開始を2008年1月1日と定めたが、2006年、2007年の米国の国土安全保障省歳出法により、この期限は2009年6月1日に延期された。
この新しい要件は、西半球旅行イニシアチブ（WHTI）と名付けられ、段階的に行われた。
第1段階として、2007年1月23日より、米国、カナダ、バミューダ、メキシコの国民は、アメリカ大陸から航空機で米国に入国する際に、パスポートの提示が必要となった。この規則では、NEXUSカードを持つ米国およびカナダ国民、米軍および米商船隊のメンバーは例外として扱われた。
2008年1月31日より、口頭での申告は市民権の証拠として認められなくなり、米国、カナダ、バミューダの市民は、陸路または海路で米国に入国する際に、身分と市民権を証明する何らかの書類の提示を求められるようになった。
第2段階では、2009年6月1日より、アメリカ大陸から陸路または海路で入国する際にもパスポートの提示が求められるようになった。
この規則では、再びいくつかの例外が設けられ、陸路または海路で入国する場合、航空機での入国に必要な書類に加えて、米国市民は、特別に開発された安価で小型のパスポートカードを提示することができ、また、米国市民およびカナダ市民は、改良自動車免許証（enhanced driver's license）、パスポートカード、信頼できる旅行者カード（FASTまたはSENTRI）、あるいは国土安全保障省が認めた旅行プログラムで十分とされた。
メキシコ国民については、国境通過カードのみでの入国は、国境から25マイル（アリゾナ州では75マイル、ニューメキシコ州では55マイルまで）以内の移動に限定され、最長で30日間とされた。その他、クルーズ船の乗客、子供、アメリカ先住民、緊急時などの例外が設けられた。
WHTIは、アメリカ大陸以外から米国に入国する際、または米国、カナダ、バミューダ、メキシコ以外の国の国民が米国に入国する際に必要なパスポートには影響を与えず、また、米国永住者カードや同様の移民文書を所持している場合、米国とその領土の間を移動する際のパスポートの免除にも影響を与えなかった。

## 導入
WHTIの結果、従来の要件とその後の変更により、旅行者は航空機で米国を出入国する際、またはアメリカ大陸外から海路で米国に入国する際に、以下のいずれかの書類の提示が義務となった。
- アメリカ合衆国旅券
- アメリカ合衆国以外のパスポート（必要に応じてビザが必要）
- 永住者カード（グリーンカード） (I-551)、I-551の臨時スタンプ、再入国許可証 (I-327)、難民渡航文書（英語版） (I-571)、旅行書類（Advance Parole）(I-512)、「米国への再入国が可能」もしくは「旅行書類（Advance Parole）の役割を果たす」と書かれた雇用許可証
- アメリカ軍やNATOの身分証明証と渡航許可証[8][9]
- 米国の市民権を示す米国商船員資格
- 米国またはカナダの市民権を示すNEXUSカード（カナダの空港を発着する場合のみ）
- 政府発行のトランスポーテーション・レター（Transpotation Letter）もしくはボーディングフォイル（Boarding Foil）（入国時のみ）
- 緊急渡航書または米国の国外退去命令（出国時のみ）

アメリカ大陸から陸路または海路で入国する場合、上記の書類または以下のいずれかの書類を提示する必要がある。
- アメリカ合衆国パスポートカード
- 米国またはカナダの市民権を示すNEXUSカード、SENTRIカード、FASTカード、またはGlobal Entryカード
- 米国またはカナダ市民の改良自動車免許証（enhanced driver's license）
- Enhanced tribalカード、 Native American 写真付き身分証明書、 or カナダ・インディアン ステータスカード
- 米国またはカナダ発行の出生証明書、米国領事による海外での出生報告書、米国の帰化証明書またはカナダの市民権証明書（16歳未満の子供、または監督下のグループに属する19歳未満の子供の場合のみ）[10]
- 政府発行の写真付き身分証明書と米国の出生証明書、米国領事による海外での出生報告書、または帰化証明書（米国内の同じ出発地に戻るクルーズ船を利用する場合に限る）[11]

メキシコ国民は、パスポートと一緒に提示することでビザの役割を果たす国境通過カードを利用することができる。また、パスポートがなくても、国境通過カードだけでメキシコとアメリカの国境から25マイル以内（アリゾナ州では75マイルまで、ニューメキシコ州では55マイルまで）であれば、30日以内の滞在であれば、陸路または海路での入国が可能である。
米国永住権を持つ母親が一時的に海外に滞在している間に生まれた子供は、出生後2年以内に母親が最初に米国に再入国する際には、パスポートやビザは必要ない。同様に、米国移民ビザが発行された後の親から海外で生まれた子供も、親のパスポートに出生証明書が記載されていれば、パスポートやビザは必要ない。
また、米国国務省は緊急時、人道的理由、国益のために、米国人のパスポート要件を免除することが可能である。